# Металургійний завод Яте
Металургійний завод Яте (Yate) — колишній виробничий майданчик у Меланезії на острові Нова Каледонія (заморське володіння Франції).
В останній чверті XIX століття Нова Каледонія стала центром видобутку нікелю світового значення, при цьому доволі швидко виникли проекти почати переробку руди на місці, що мало надати суттєву економію на логістичних витратах. Перші плавильні заводи у Pte Chaleix (район головного міста колонії Нумеа) та Ouroue (район рудника Тіо) пропрацювали недовго, проте це не зупинило від чергових спроби організувати на острові металургійний переділ, що знайшло відображення у заводах в Доніамбо, Тао та Тіо, що стали до ладу протягом 1910—1912 років. У цей же період узялись за практичну реалізацію проєкту в Яте, що відрізнявся від більшості попередніх (окрім Тао) через заплановане використання електричної енергії, яку мала постачати розташована поруч ГЕС Яте.
Первісно проєктом опікувалась компанія Société Le Chrome, проте його практична реалізація стрілась з ускладненнями і вже у 1913-му для продовження робіт створили компанію Le Chrome et le Nickel Calédonien, другим учасником якої стала Société Le Nickel (SLN). В 1919-му SLN придбала Société Le Chrome та стала одноосібним власником проекту.
Будівництво найбільшої в Новій Каледонії гідроелектростанції Яте і далі тривало з затримками, так що запуск її та плавильного заводу в експлуатацію припав лише на весну 1927 року. Основне обладнання заводу становили сім однофазних електропечей — шість потужністю по 1 МВт та одна з показником 2 МВт (загальна потужність ГЕС на той період становила 16 МВт, при цьому надлишок електроенергії планувалось в майбутньому постачати до головного міста колонії Нумеа).
Початок роботи заводу був відзначений технічними ускладненнями і в 1928-му печі зупинили. Повторно запустити виробництво вдалось лише через рік, при цьому відомо, що протягом першої половини 1929-го майданчик у Яте забезпечив експорт 285 тонн продукції, з якої 128 тонн мали вміст нікелю 80—84 %, а решта 74—77 %.
На тлі потужної світової економічної кризи SLN почала встановлювати контроль над металургійним заводом у Доніамбо (в районі Нумеа). Як наслідок, у 1931-му завод у Яте закрили.
Також можливо відзначити, що в 1950-х роках завод у Доніамбо перейшов на електропечі та отримав живлення від перебудованої ГЕС Яте.